# Cantó de Bégard
El cantó de Bégard (bretó Kanton Bear) és una divisió administrativa francesa situat al departament de Costes del Nord a la regió de Bretanya.

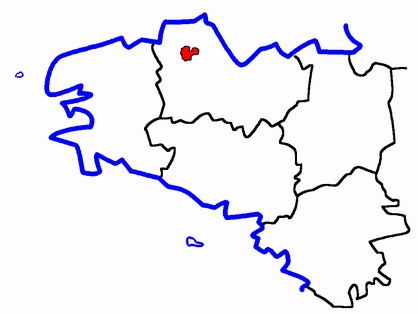
Situació del cantó

## Composició
El cantó aplega 7 comunes :
| Nom bretó    | Nom francès   | Nom gal·ló |
| Bear         | Bégard        | ---        |
| Kervoroc'h   | Kermoroc'h    | ---        |
| Landebaeron  | Landebaëron   | ---        |
| Pederneg     | Pédernec      | ---        |
| Sant-Laorañs | Saint-Laurent | ---        |
| Skiñvieg     | Squiffiec     | ---        |
| Tregonev     | Trégonneau    | ---        |

## Història
| Data d'elecció                           | Identitat      | Partit        | Qualitat |
| ---------------------------------------- | -------------- | ------------- | -------- |
| 2001-                                    | Yvon Garrec    | Divers gauche |          |
| 2008-                                    | Gérard Le Caër | PCF           |          |
| les dades anteriors no són pas conegudes |                |               |          |
|                                          |                |               |          |